# Taverne d'Arbia
Taverne d'Arbia è una frazione del comune italiano di Siena, in Toscana.
Situata al confine est del territorio comunale, con i suoi circa 2 500 abitanti è la frazione più popolosa di Siena.
Da Siena dista 13 km.

## Storia
La località sorse probabilmente in epoca romana come mansio situata nei pressi del torrente Arbia. Nel 1004 è documentata l'esistenza di una chiesa dedicata a Santa Margherita sita in Tavernule. Nei pressi di questa località, sul Poggio delle Ropole, erano accampate le truppe senesi che combatterono la sanguinosa battaglia di Montaperti, descritta da Dante Alighieri nella Divina Commedia.

## Monumenti e luoghi d'interesse
La chiesa parrocchiale è intitolata al patrono di Taverne d'Arbia, Sant'Isidoro, ed è stata costruita negli anni sessanta del XX secolo; accoglie l'organo a canne Claudio Anselmi Tamburini opus 29, costruito nel 1986.
Significativo anche il monumentale ponte a tre arcate sul torrente Arbia progettato nel 1787 da Pietro Ferroni, in sostituzione di un antico ponte documentato dal 1353.
Il gruppo di Donatori di Sangue Avis di Taverne e Arbia ha commissionato due grandi murali all'artista Francesco Del Casino. Entrambi visibili in corrispondenza del cavalcavia sotto la Siena-Bettolle, uno commemora la battaglia di Montaperti, che si svolse nelle vicinanze, l'altro ha come tema la solidarietà.
La frazione presenta una delle aree dismesse da recuperare maggiori rispetto a tutto il Comune: l'ex Molino Muratori presenta una superficie di 20.000 m2.